# 식장산
식장산(食藏山)은 대한민국 대전광역시 동구와 충청북도 옥천군에 걸쳐 있는 산이다.
이 산은 탄현(炭峴)이라고도 불리던 삼국시대의 국경 요충지였고, 백제 군사들의 군량미(軍糧米)를 저장하고 싸움을 하였다는 데에서 이름이 붙여졌다는 전설과 함께 옛날에 전우치가 3년 동안 먹고도 남을 만한 보물을 이곳에 묻어 놓아서 이름 붙여졌다는 전설도 전해 내려오고 있다.
세천유원지 초입에 있는 물막이 댐은 1934년 계곡을 막아 만든 것으로 폭 100m 길이 250m 크기로, 대청호의 물을 수돗물로 쓰기 전까지 대전 시민의 식수원이었으며 대전시내를 가로지르는 대전천의 발원지다. 세천유원지에서부터 정상까지 포장된 길이 있어 차로 올라갈 수 있다. 길은 4km 정도.
정상에는 과거 매점차량이 있어 커피나 간단한 식음료를 판매했으나, 공원으로 정비되면서 2018년에 누각이 세워졌다. 2020년 12월엔 지역 인사이자 대전대학교 서예디자인학과 정태희 교수의 도움으로 '식장루(食藏樓)'라고 쓰여진 한글 현판을 걸게 되었다.

## 문화재
- 대전 고산사 대웅전 - 대전광역시 유형문화재 제10호
- 고산사목조석가모니불좌상 - 대전광역시 유형문화재 제32호
- 고산사아미타불화 - 대전광역시 유형문화재 제33호

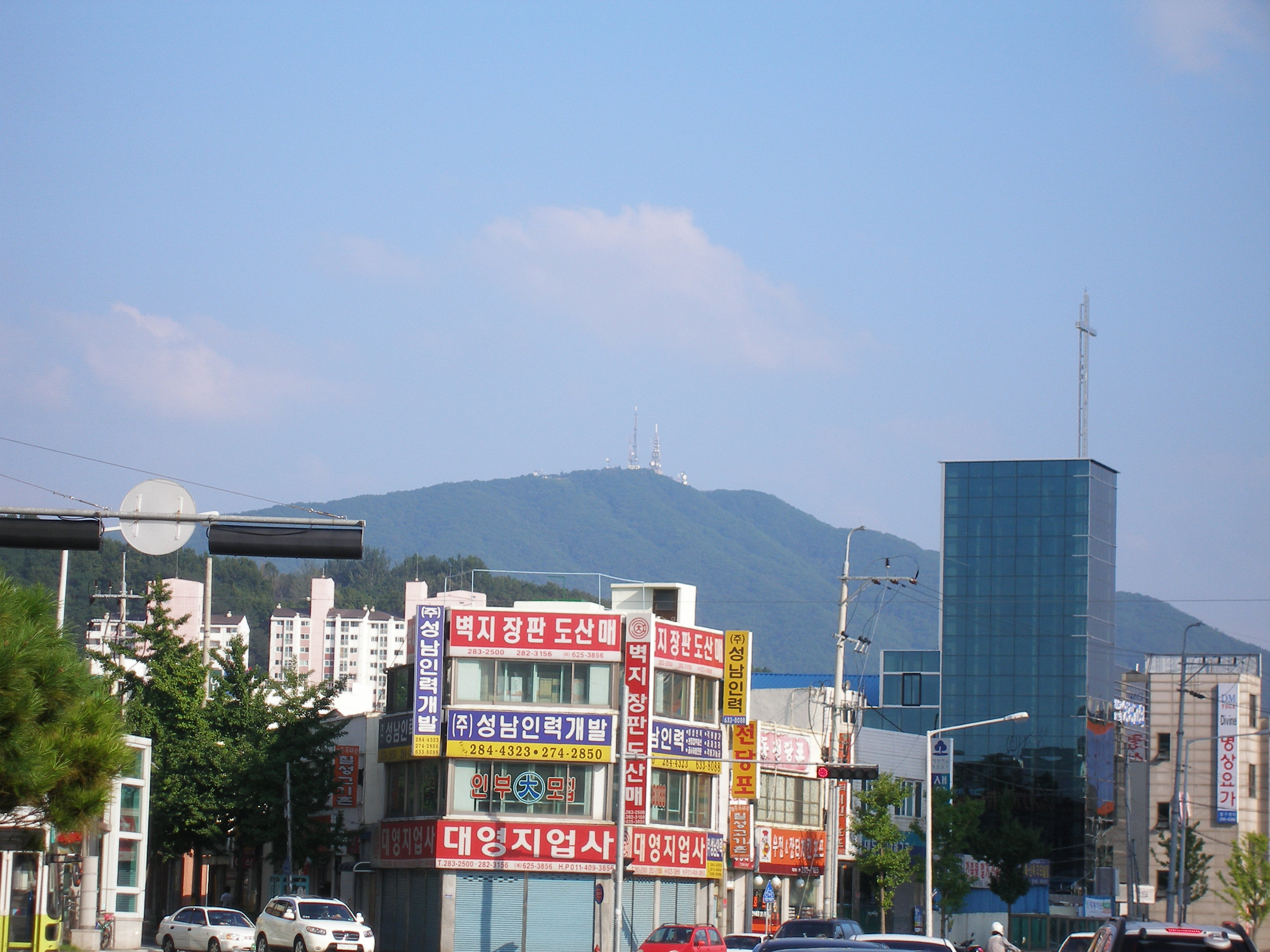
대동에서 바라본 식장산
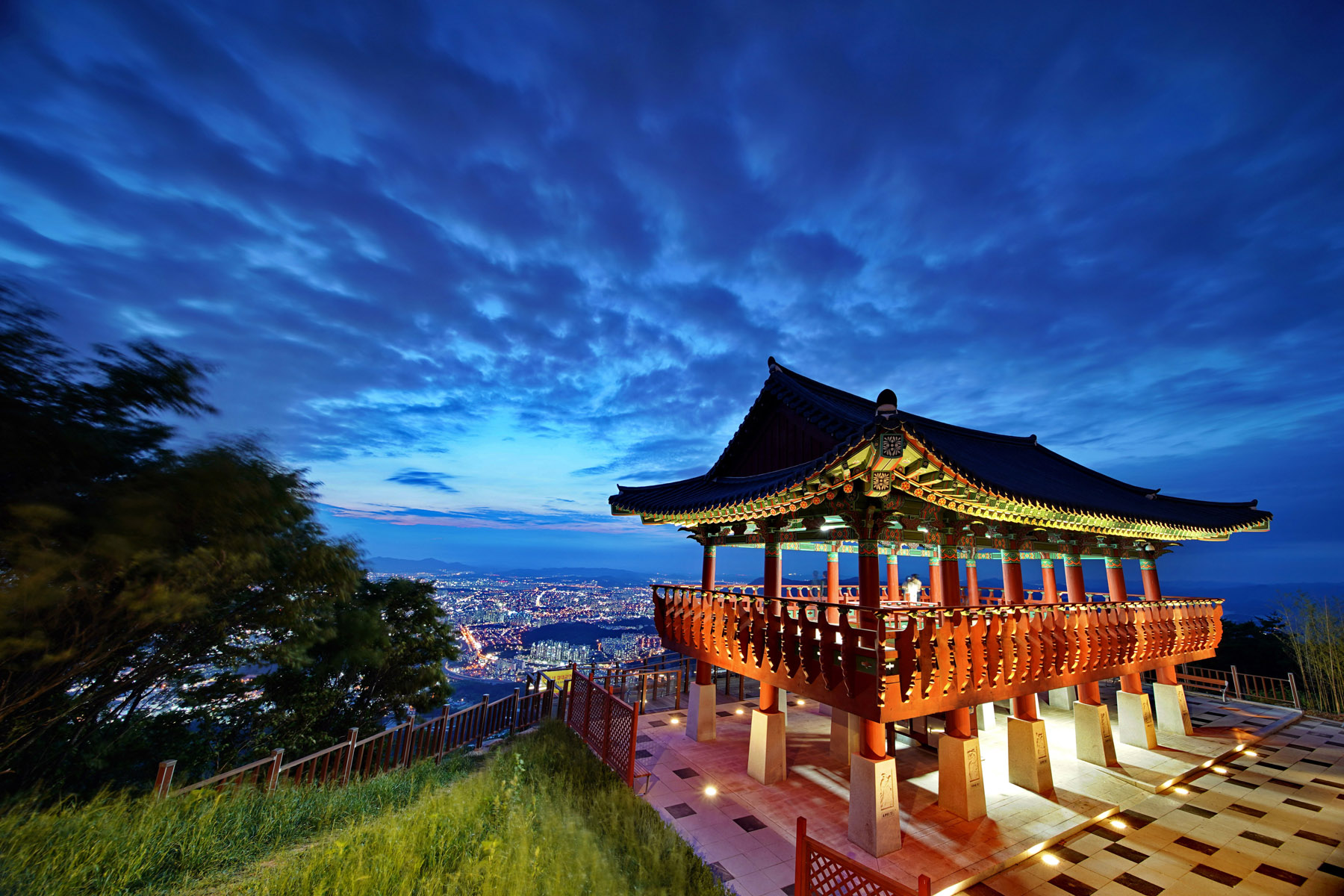
식장산 정상에서 본 동구
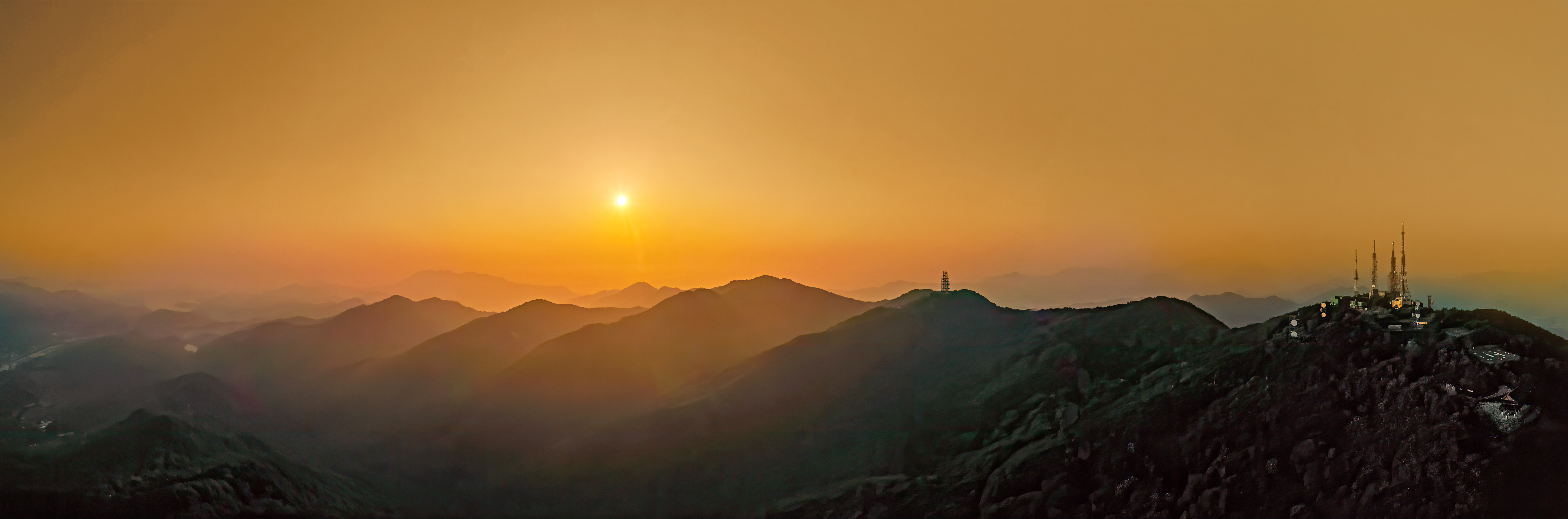
년 식장산 해맞이

## 방송 송신 시설
| 디지털TV  |                            |            |                      |       |                                                        |
| 가상채널  | 방송국명                   | 호출부호   | 물리채널             | 출력  | 가시청권                                               |
| CH 6-1    | TJB 대전방송TV             | HLDF-DTV   | CH 15                | 2.5㎾ | 대전, 옥천, 금산, 청주                                 |
| CH 7-1    | KBS대전 DTV2               | HLQT-DTV   | CH 16                | 2.5㎾ | 대전, 옥천, 금산, 청주                                 |
| CH 9-1    | KBS대전 DTV1               | HLKI-DTV   | CH 14                | 2.5㎾ | 대전, 옥천, 금산, 청주                                 |
| CH 9-1    | KBS청주 DTV1               | HLKQ-DTV   | CH 33                | 2.5㎾ | 대전, 옥천, 금산, 청주                                 |
| CH 10-1   | EBS 1TV                    | HLQL-DTV   | CH 18                | 2.5㎾ | 대전, 옥천, 금산, 청주                                 |
| CH 10-2   | EBS 2TV                    | HLQL-DTV   | CH 18                | 2.5㎾ | 대전, 옥천, 금산, 청주                                 |
| CH 11-1   | 대전MBC TV                 | HLCQ-DTV   | CH 17                | 2.5㎾ | 대전, 옥천, 금산, 청주                                 |
| UHDTV     |                            |            |                      |       |                                                        |
| 가상채널  | 방송국명                   | 호출부호   | 물리채널             | 출력  | 가시청권                                               |
| CH 6-1    | TJB대전방송 UHDTV          | HLDF-UHDTV | CH 53                | 5㎾   | 대전, 옥천, 금산, 무주 일부, 청주 일부, 세종시         |
| CH 7-1    | KBS대전 2TV                | HLQT-UHDTV | CH 56                | 5㎾   | 대전, 옥천, 금산, 무주 일부, 청주 일부, 세종시         |
| CH 9-1    | KBS대전 1TV                | HLKI-UHDTV | CH 52                | 5㎾   | 대전, 옥천, 금산, 무주 일부, 청주 일부, 세종시         |
| CH 11-1   | 대전MBC UHDTV              | HLCQ-UHDTV | CH 55                | 5㎾   | 대전, 옥천, 금산, 무주 일부, 청주 일부, 세종시         |
| FM라디오  |                            |            |                      |       |                                                        |
| 채널      | 방송국명                   | 호출부호   |                      | 출력  | 가시청권                                               |
| 91.7㎒    | CBS대전 라디오             | HLDX-FM    |                      | 5㎾   | 대전,세종,청주,계룡,논산,옥천,천안,공주,보은,영동,금산 |
| 92.5㎒    | 대전MBC 라디오             | HLCQ-SFM   |                      | 3㎾   | 대전,세종,청주,계룡,논산,옥천,천안,공주,보은,영동,금산 |
| 93.3㎒    | febc대전극동방송           | HLAD-FM    |                      | 5㎾   | 대전,세종,청주,계룡,논산,옥천,천안,공주,보은,영동,금산 |
| 95.7㎒    | TJB PowerFM                | HLDF-FM    |                      | 5㎾   | 대전,세종,청주,계룡,논산,옥천,천안,공주,보은,영동,금산 |
| 97.5㎒    | 대전MBC FM4U               | HLCQ-FM    |                      | 5㎾   | 대전,세종,청주,계룡,논산,옥천,천안,공주,보은,영동,금산 |
| 100.9㎒   | KBS대전 제2라디오(HappyFM) | HLQT-SFM   |                      | 3㎾   | 대전,세종,청주,계룡,논산,옥천,천안,공주,보은,영동,금산 |
| 102.1㎒   | KBS청주 음악FM             | HLKQ-SFM   |                      | 3㎾   | 대전,세종,청주,계룡,논산,옥천,천안,공주,보은,영동,금산 |
| 102.9㎒   | TBN대전교통방송            | HLDT-FM    |                      | 3㎾   | 대전,세종,청주,계룡,논산,옥천,천안,공주,보은,영동,금산 |
| 106.3㎒   | CPBC대전가톨릭평화방송     | HLQO-FM    |                      | 3㎾   | 대전,세종,청주,계룡,논산,옥천,천안,공주,보은,영동,금산 |
| 107.9㎒   | EBS FM                     | HLQL-FM    |                      | 3㎾   | 대전,세종,청주,계룡,논산,옥천,천안,공주,보은,영동,금산 |
| 지상파DMB |                            |            |                      |       |                                                        |
| 앙상블명  | 방송국명                   | 호출부호   | 채널(주파수)         | 출력  | 가시청권                                               |
| MY MBC    | my MBC11                   | HLCQ-TDMB  | CH 11-A (199.280MHz) | 2㎾   | 대전, 옥천, 금산, 무주 일부, 청주 일부, 세종시         |
| U-KBS     | KBS STAR                   | HLKI-TDMB  | CH 11-B (201.008MHz) | 2㎾   | 대전, 옥천, 금산, 무주 일부, 청주 일부, 세종시         |
| U-KBS     | HD KBS STAR                | HLKI-TDMB  | CH 11-B (201.008MHz) | 2㎾   | 대전, 옥천, 금산, 무주 일부, 청주 일부, 세종시         |
| U-KBS     | KBS HEART                  | HLKI-TDMB  | CH 11-B (201.008MHz) | 2㎾   | 대전, 옥천, 금산, 무주 일부, 청주 일부, 세종시         |
| U-KBS     | KBS MUSIC                  | HLKI-TDMB  | CH 11-B (201.008MHz) | 2㎾   | 대전, 옥천, 금산, 무주 일부, 청주 일부, 세종시         |
| TJB u     | TJB-SBSu                   | HLDF-TDMB  | CH 11-C (202.736MHz) | 2㎾   | 대전, 옥천, 금산, 무주 일부, 청주 일부, 세종시         |
| TJB u     | CJB-mYTN                   | HLDF-TDMB  | CH 11-C (202.736MHz) | 2㎾   | 대전, 옥천, 금산, 무주 일부, 청주 일부, 세종시         |

## 같이 보기
- 한국의 산